# Smil ze Šternberka a Zábřehu
Smil ze Šternberka a Zábřehu († po 23. říjnu 1398 na Hoštejně) byl šlechtic, který pocházel z moravské větve rodu Šternberků.

## Život
Jeho otcem byl Jaroslav ze Šternberka a Hoštejna. Smil se poprvé uvádí v listinách krátce po smrti svého otce v roce 1360 spolu se svým bratrem Zdeňkem. Rodový majetek nejprve bratři drželi spolu, ale roku 1373 došlo k jeho rozdělení. Smil dostal Hoštejn, jeho bratr Zábřeh. I přesto se Smil i nadále tituloval s přízviskem "ze Zábřehu."
Smil byl dobrodružné povahy a roku 1373 se vydal na válečnou výpravu s císařem Karlem do Braniborska. Po smrti svého bratra Zdeňka v roce 1378 dělal poručníka jeho nezletilému synovi Štěpánovi. V moravských markraběcích válkách se přidal na stranu Prokopa a na svém hradu Hoštejně udržoval početnou skupinu ozbrojenců.
Jeho vojenská dobrodružství ho patrně finančně vyčerpala a Smil postoupil své hoštejnské panství roku 1398 svým bratrancům z lukovské větve Zdeňkovi a Ješkovi ze Šternberka. Sám si zajistil alespoň bydlení na Hoštejně, kde 23. října 1398 sepsal svoji poslední vůli. Krátce nato zemřel bez potomků.